# 貝弗利 (內布拉斯加州)
貝弗利（英語：Beverly）是位於美國內布拉斯加州希奇科克縣的非建制地區。

## 歷史
貝弗利的郵局於1881年設立，其後於1943年停運。

## 地理
貝弗利所處的海拔為高於海平面813米（即2667英呎），而該地所採用的時區為UTC-6，即北美中部时区（CST）。同時該地設有夏令時間，為UTC-6調快一小時，即UTC-5（CDT）。